# Cornelis de Graeff
Cornelis de Graeff, também Cornelis de Graeff van (Zuid-)Polsbroek (Amsterdão, 15 de outubro de 1599 - 4 de maio de 1664) foi um político neerlandês. Foi prefeito de Amsterdão e estadista das Províncias Unidas.

## Biografia
Ele era um membro da família patrícia De Graeff. Filho de Jacob Dircksz de Graeff e de Aeltje Boelens Loen, sobrinho de Pieter Corneliszoon Hooft, primo de Andries Bicker e  paternalista de Cornelis e Johan de Witt.
Devido ao poder de Amsterdã, Cornelis de Graeff e seu irmão Andries de Graeff foram uma das pessoas mais influentes nas Províncias Unidas durante o período sem governador (1650-1672). As famílias De Graeff e Bicker foram proeminentes apoiadores do fim da guerra com a Espanha, que terminou em 1648 com a Paz de Munster. Durante a Século de Ouro dos Países, Cornelis de Graeff favoreceu a arte e teve patrocínios sobre os artistas Rembrandt, Jacob van Ruisdael, Govert Flinck, Gerard de Lairesse e Gerard ter Borch. Os irmãos Cornelis e Andries de Graeff foram considerados uma das forças motrizes por trás da posição de Amsterdã como o centro da política, do humanismo e da cultura da época. Cornelis de Graeff tornou-se conselheiro confidencial de Johan de Witt na sua condução dos assuntos externos da república. Em 1660, os Estados da Holanda sob a orientação do De Graeff e De Witt resolveram cuidar da educação de Guilherme III, Príncipe de Orange com a finalidade de assegurar habilidades necessárias a serem usadas em uma futura função governamental.

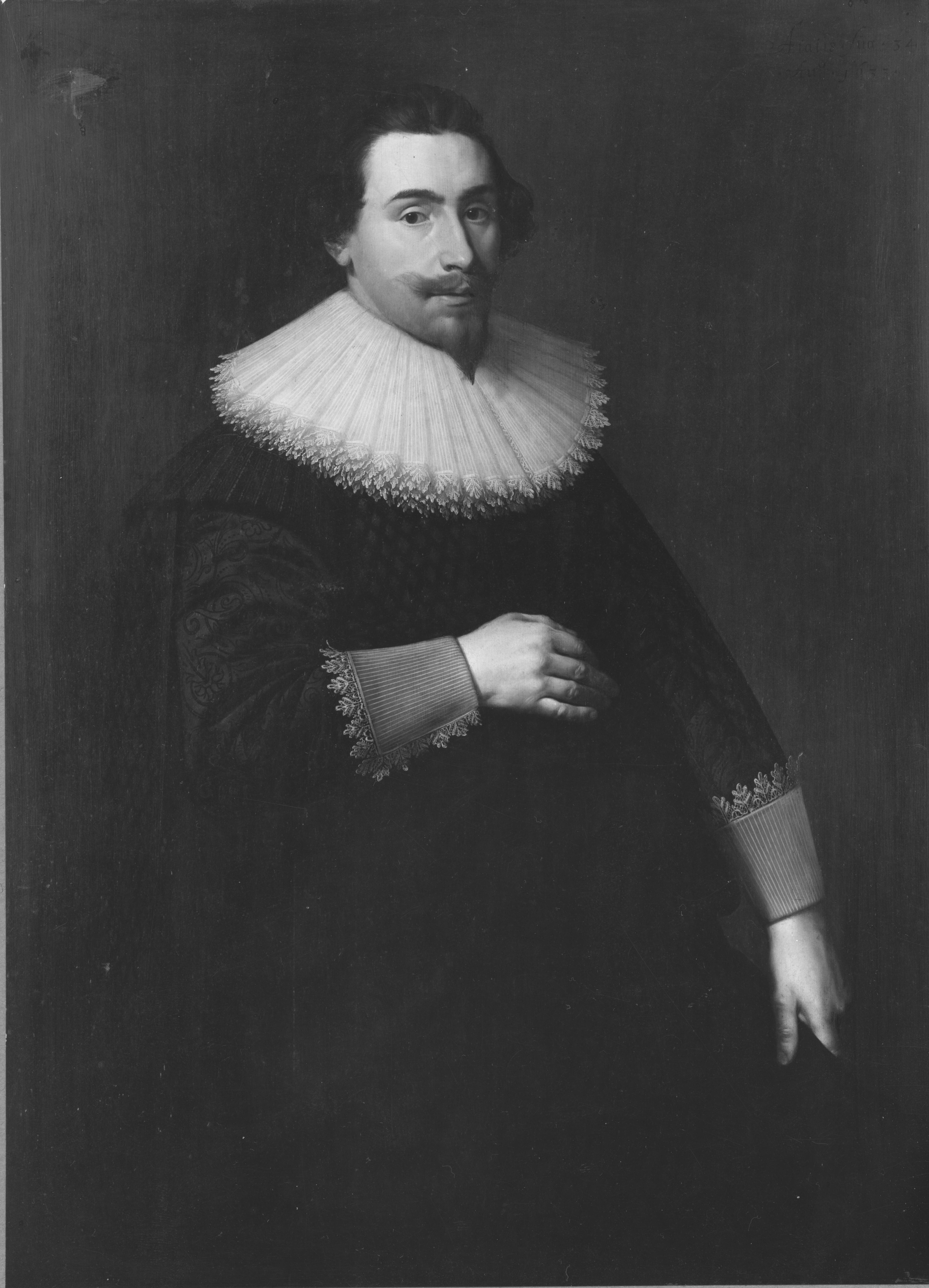
Cornelio de Graeff (Nicolaes Eliaszoon Pickenoy) (1633), Gemäldegalerie - Berlin
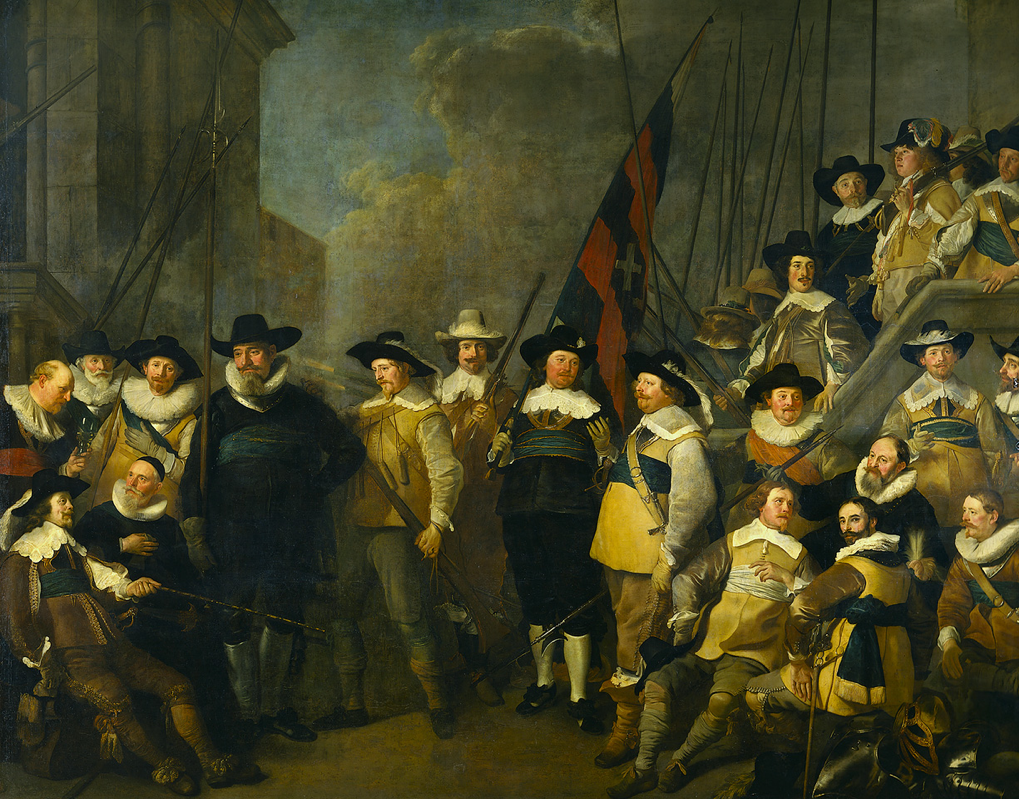
Cornelio de Graeff (Jacob Adriaensz Backer) (1642), Rijksmuseum Amsterdam
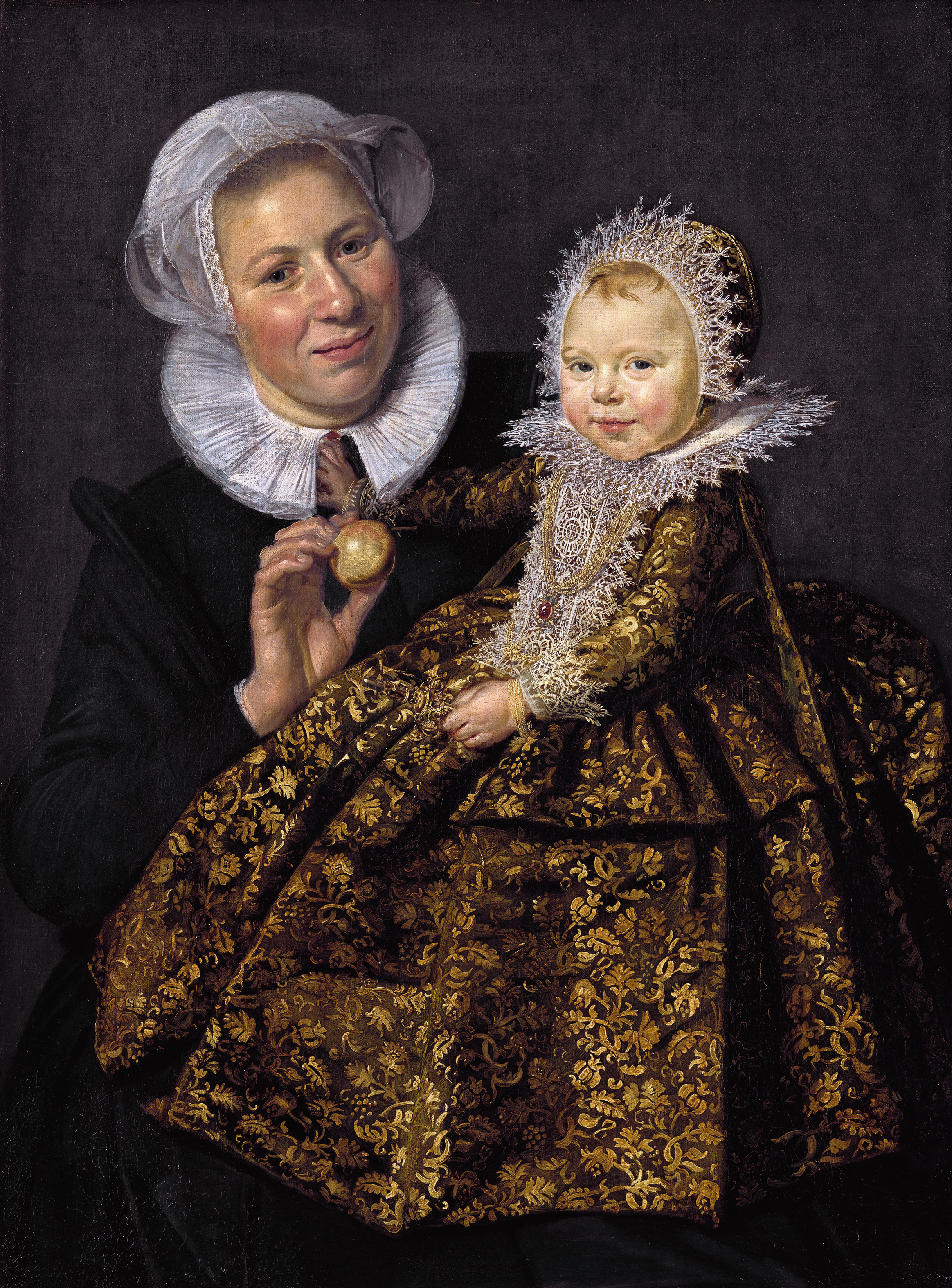
Catharina Hooft, mulher de De Graeff (Frans Hals) (1620),  Gemäldegalerie - Berlin
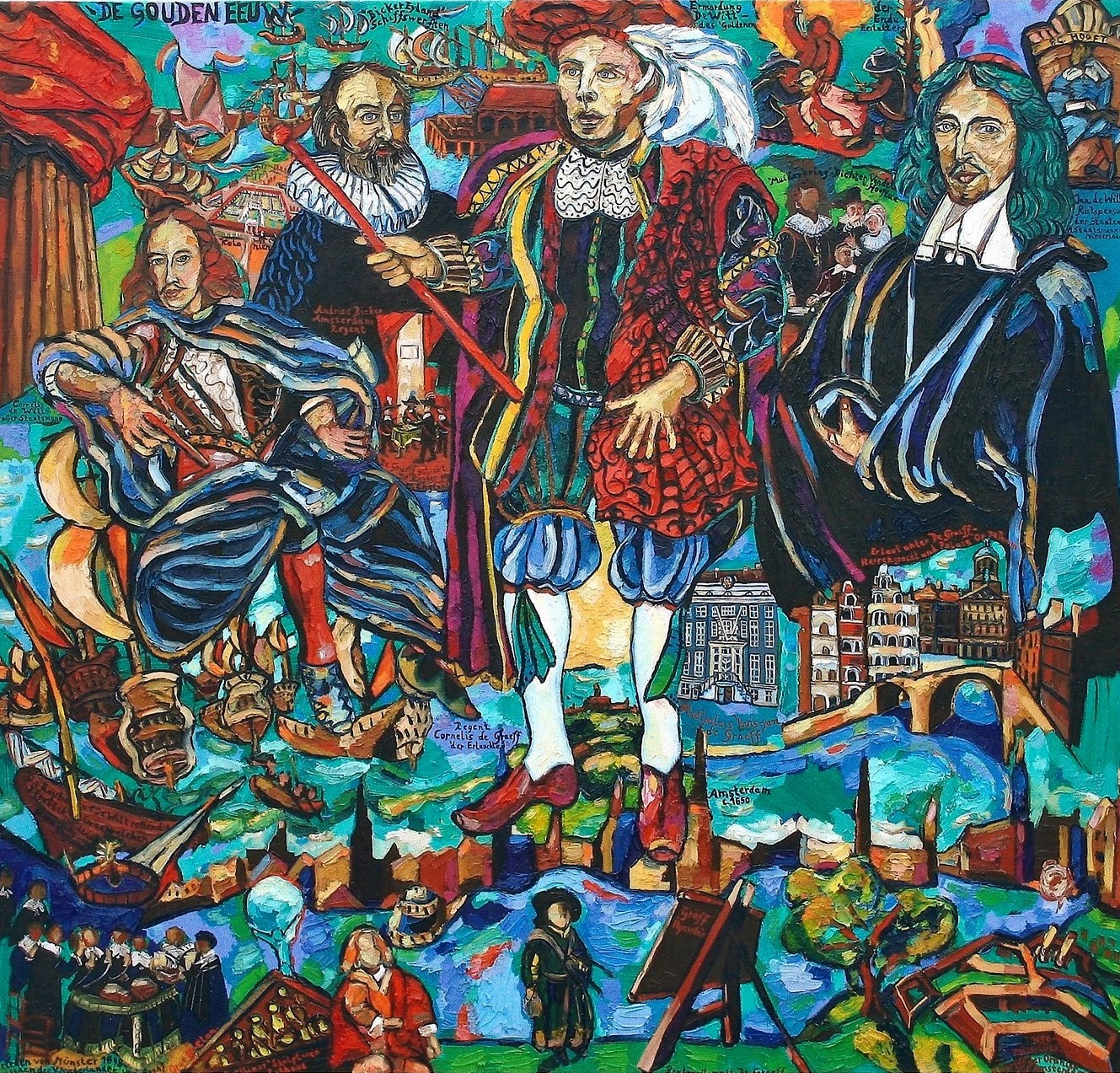
Pintura histórica “De Gouden eeuw” sobre a família De Graeff na Século de Ouro dos Países Baixos. Os protagonistas são mostrados em torno de Cornelis de Graeff (centro) e seus parentes Johan de Witt (direita), Cornelis de Witt (esquerda) e Andries Bicker (segundo a partir da esquerda), bem como alguns eventos notáveis da época. (Pintura de Matthias Laurenz Gräff, 2007)